# Jeronia
Jeronia is een geslacht van uitgestorven zee-egels uit de familie Stegasteridae.

## Soorten
- Jeronia pyrenaica Seunes, 1888 † Paleoceen (Danien), westelijke Pyreneeën.